# Francés Fontan
Francés Fontan (París, 1929 - Cuneo, 1979) fou un nacionalista occità fill d'un ferroviari originari de Gascunya. Força autodidacta, va estudiar llengües a París i política a Tolosa.
De família monàrquica, milità en el grup trotskista Socialisme et Barbarie. Més tard es traslladà a Niça, on milità un temps en el PCF i en el Partit Socialista Unificat. Després d'una reflexió sobre la descolonització d'Algèria, Vietnam i Marroc, fundà el 1959 el Partit Nacionalista Occità.
Perseguit per les autoritats municipals de Niça sota l'acusació d'homosexualitat i d'ajudar el Front d'Alliberament Nacional d'Algèria, es traslladà a les Valls Occitanes, on el 1967 col·laborà en la fundació del Moviment Autonomista Occità. Residí a Frasso/Fràise, dins la val Varacha, a Piemont fins a la seva mort.

## Obres
- Ethnisme, vers un nationalisme humaniste (1961)
- La nation occitane, ses frontières, ses régions (1969)
- Orientation politique du nationalisme occitan (1970)
- Nationalisme révolutionnaire, religion marxiste et voie scientifique du progrès (1972)
- Nationalisme, fédéralisme, internationalisme (1976)